# Material Girls
Material Girls è una commedia teen americana, del 2006 con protagoniste Hilary ed Haylie Duff. Si basa su una sceneggiatura scritta da John Quaintance e diretta da Martha Coolidge. Vi sono anche star come Anjelica Huston, Lukas Haas, e Brent Spiner. in Italia, ha incassato 376.000 Euro. La trama è stata tratta da Ragione e Sentimento di Jane Austen. È co-prodotto dalla Patriot Pictures e Maverick Films.

## Trama
Tanzania "Tanzie" (Hilary Duff) e Ava (Haylie Duff), sono due ricche, viziate e mondane ragazze di Hollywood che amano le cose materiali come lo shopping e i ragazzi, quando dovrebbero preoccuparsi della società di cosmetici del loro defunto padre. Quando un grosso scandalo mediatico, coinvolge la società che vende creme da notte, a causa delle condizioni estreme a cui è sottoposta la pelle delle loro clienti, la stampa prende d'assalto la casa delle ragazze, barricandole al suo interno.
Durante un incendio scoppiato all'improvviso nel loro palazzo, Tanzie prende al volo il videoregistratore in cui vi era una registrazione di suo padre che parlava dei suoi cosmetici.
Cercando un hotel per la notte, presto scoprono che tutte le loro carte di credito sono state bloccate e sono costrette a trasferirsi dalla loro cameriera e amica di famiglia, Inez nel suo piccolo appartamento, e come se non bastasse, la loro auto viene rubata. Le ragazze quindi si ritrovano con i loro beni congelati e devono adattarsi alla vita senza denaro.
La mattina seguente, Ava e Tanzie si recano alla festa di fidanzamento di Ava dove incontrano Fabriella (Anjelica Huston), storica antagonista del padre che offre loro di acquistare l'azienda di famiglia. Ma le ragazze non cedono e decidono di indagare a fondo sulle vere ragioni dello scandalo. Riusciranno a riscattare il padre e gestiranno con successo la fabbrica di cosmetici, trovando entrambe il grande amore.

## Critica
Con questo film, le sorelle Hilary ed Haylie Duff, furono candidate ai Razzie Awards 2006 nella categoria peggiore attrice protagonista e peggior coppia. Nonostante le critiche negative, il film ha tuttavia incassato a livello globale 16 847 695 dollari.